# ティム・デ・クレル
ティム・デ・クレル（Tim de Cler, 1978年11月8日 - ）はオランダ・ライデン出身の同国代表の元サッカー選手。ポジションはDF (左サイドバック) 。

## 生い立ち
オランダの南ホラント州ライデンに生まれ育ったデ・クレルは、弟のヘンク (Henk) と共に近所の15歳から20歳の少年達に交じり、路上でサッカーをしていた。

## クラブ経歴

### ルグドゥノム
6歳の時にアマチュアのLVVルグドゥノムに参加し、12歳までセンダーバックでプレイをしていた。その後アヤックス・アムステルダムが関心を示した結果、デ・クレア自身はフェイエノールトの熱狂的サポーターだったにもかかわらず、ライバルの世界的に有名な下部組織に入団。デ･クレアは引退後に『自分はフェイエノールトの人間なのに、どうしてアヤックスのためにプレーしなければならないんだ？』とアヤックスで罪悪感を感じながらプレーしていたと語っている。

### アヤックス
アヤックスでは当初左サイドハーフでプレイしていたが、ユースのAレベルに到達した時に左サイドバックへとポジションを変更した。1997年に初めてプロ契約を締結し、クラブのBチームに登録され、その後、トップチームの練習に参加する際にその一員に名を連ねた。
1998年4月23日のヴィレムII戦（6-1勝利）でプロ初出場を飾ったものの、2日後のBチームの試合で脛骨を骨折したことにより4ヶ月の離脱を強いられた。同1997-98シーズンにクラブはエールディヴィジとKNVBカップの2冠を達成し、デ・クレルにとって最初の公式戦のタイトルとなったが、怪我のために複雑なものとなった。1度は復帰したものの、再び脛骨を負傷したことで4ヶ月の離脱が決定。2度目の復帰後はすぐさまクラブのトップチームに合流すると、昨季より出場機会を増やし、KNVBカップ2連覇に貢献した。
アヤックス在籍時は、クリスティアン・キヴ、ジョン・オブライエン、マクスウェルと熾烈なポジション争いを繰り広げながらも一定の出場機会を得ていたが、最後の年となった2001-02シーズンは、再度2冠を達成するも、ロナルド・クーマン監督はオブライエンを好んで起用したことで居場所を失った。さらに、翌2002-03シーズン前のツアーに帯同を許されないなど完全に構想外となったデ・クレルは、新たな所属先を見つけるためイングランド1部のウェスト・ブロムウィッチ・アルビオンFCのトライアルに1週間参加するも、印象付けるのに失敗した。

### AZ
2002年夏にAZアルクマールと3年契約を締結。AZでの1季目は10位に終わったが、2003年にコー・アドリアーンセ監督が就任すると事態は一変していくことになる。2003-04シーズンは、僅か3季でオランダでもヨーロッパでも強豪クラブの一員として目されるようになる珍しい期間の始まりだった。UEFAカップ2004-05では、スポルティング・クルーベ・デ・ポルトゥガルにアウェーゴールにより涙をのんだものの、準決勝に進出と躍進。好調なクラブにあってデ・フライも中心選手に抜擢され、契約を3年延長している。
AZでの最後の年となった2006-07シーズンは、アヤックスとPSVアイントホーフェンに勝ち点で並び最終節の結果如何で優勝の可能性があり、得失点差の関係から言えば一歩優位に立っていたが、アヤックスとPSVの両クラブが勝利をしたのに対し、AZはSBVエクセルシオールに敗れ3位でシーズンを終了。また、KNVBカップ決勝戦の舞台にまで駒を進めたが、PK戦の末にアヤックスに敗れたことで無冠で終了した。

### フェイエノールト
AZから契約更新を拒否し契約満了で退団することが決定したデ・クレルに対し、昨季王者のPSVから獲得の申し出が舞い込んだが、デ･カイプでプレーするという夢を叶えるために2007年7月1日にフェイエノールトと4年契約を締結。同シーズンのクラブはロイ・マカーイ、ケヴィン・ホフラント、ジョバンニ・ファン・ブロンクホルストと大型補強をしていく中で、この契約はベルト・ファン・マルワイク監督にとって最初の補強となっている。
1季目は、ファン・ブロンクホルストが中盤を務めていたこともあり中心選手としてプレイ。KNVBカップ決勝ではローダJC（2-0勝利）を下しタイトルを獲得した。しかし、3季目の2009-10シーズンになりマリオ・ベーン監督が就任すると構想外となり、ファン・ブロンクホルストが左サイドバックに据えられ出場機会が激減した。フェイエノールトでの最後となった2010-11シーズンは、ファン・ブロンクホルストの現役引退から再び中心選手としてプレイしていたが、冬の中断期間明けからブルーノ・マルティンス・インディに取って代わられた結果、シーズン終了後にクラブから契約更新をしないことが言い渡された。

### AEKラルナカ
2011年6月30日、ジョルディ・クライフ監督率いるキプロス1部のAEKラルナカと2年契約を締結。

## 代表経歴
オランダ代表としては、マルコ・ファン・バステン監督が就任以降は定期的に招集され、2006 FIFAワールドカップとUEFA EURO 2008の一員に選出された。ワールドカップでは、アルゼンチン戦 (0-0) のみの出場となったが無失点に抑えることに成功した。

## 代表歴

### 出場大会
- オランダ代表
  - 2006 FIFAワールドカップ

### 試合数
- 国際Aマッチ 17試合 0得点（2005年-2008年）[11]

| オランダ代表 | 国際Aマッチ | 国際Aマッチ |
| 年           | 出場        | 得点        |
| ------------ | ----------- | ----------- |
| 2005         | 2           | 0           |
| 2006         | 5           | 0           |
| 2007         | 3           | 0           |
| 2008         | 7           | 0           |
| 通算         | 17          | 0           |

## タイトル

### クラブ
アヤックス・アムステルダム
- エールディヴィジ : 1997-98, 2001-02
- KNVBカップ : 1998-99, 2001-02

フェイエノールト
- KNVBカップ : 2007-08